# Tayloria kilimandscharica
Tayloria kilimandscharica là một loài rêu trong họ Splachnaceae. Loài này được Broth. mô tả khoa học đầu tiên năm 1897.